# Maria Amèlia Pedrerol
Maria Amèlia Pedrerol i Busquets (Barcelona, 25 de junio de 1950), cantante española en lengua catalana, la más joven de los integrantes del colectivo Els Setze Jutges y su miembro número doce, pioneros de la Nova Cançó en Cataluña.
Con apenas catorce años entra a formar parte del grupo y graba su primer disco con el título (4 cançons dels 14 anys, 1965), un EP que reúne cuatro composiciones propias. Al año siguiente, en 1966, publica un LP de 25 cm. con el título Recital Maria Amèlia Pedrerol, con ocho temas: cuatro propios y cuatro canciones francesas traducidas por Delfí Abella y Josep Maria Espinàs.
Se retira de los escenarios coincidiendo con la disolución del grupo para dedicarse profesionalmente a la psicología. En 2007 recibe la Medalla de Honor del Parlamento de Cataluña por su labor cultural como miembro de Els Setze Jutges.